# Manuel Girona i Rubio
Manuel Girona i Rubio (castellà: Manuel Girona Rubio)  (Sagunt, 1939) és un polític, economista i periodista valencià. Fou president de la Diputació de València (1979-1983) i alcalde de Sagunt (1991-1997).

## Biografia
Doctor en ciències econòmiques i llicenciat en ciències de la informació, ha col·laborat en nombroses publicacions com a periodista i dirigí durant quinze anys una editorial de publicacions infantils a València.
Formà part dels GARS (Grups d'Acció i Reflexió Socialista), grup que posteriorment passà a integrar el Partit Socialista del País Valencià (PSPV). Amb la integració del partit valencià en el PSOE fou elegit president de la diputació provincial de València el 1979 gràcies al pacte establert entre el PSPV-PSOE i el PCPV. Des d'aquest lloc de responsabilitat, Manuel Girona va reorganitzar la institució i va posar especial èmfasi a promoure la identitat valenciana, el que provocà que el mateix PSPV-PSOE no el renovara al càrrec. Durant aquesta etapa també va ser víctima de diverses agressions per part d'organitzacions ultradretanes en el marc de l'anomenada batalla de València, és el cas de l'altercat produït el setembre de 1979 a Quart de Poblet on fou agredit junt a Josep Lluís Albinyana (president del Consell preautonòmic del País Valencià) quan assistien al ple per a demanar l'autonomia del País Valencià segons l'article 151 de la Constitució espanyola. És un defensor convençut de la laïcitat i de la necessària separació entre l'Estat i la religió.
Fou també el primer Síndic Major de Comptes de la Generalitat Valenciana de 1986 a 1991, any en què fou elegit alcalde de Sagunt (el Camp de Morvedre) per majoria absoluta. Tornà a presentar-se a les eleccions de 1995 i revalidà el càrrec, ara sense la majoria absoluta. El 1997, el Partit Popular junt a Unitat del Poble Valencià (UPV), Centre Democràtic i Social (CDS) i una candidatura independent guanyaren una moció de censura per fer-lo fora de la batllia de Sagunt.
El 2019 va rebre, junts amb Buenaventura Navarro el «Premi Gonzalo Montiel 2019» en reconeixement de la trajectòria dels dos investigadors pel seu treball de recerca i la posada en valor de la memòria industrial i obrera de Sagunt.
Manuel Girona ha escrit diversos llibres com Minería y Siderurgia en Sagunto (1900–1936) (1989) i Una miliciana en la columna de hierro (2011).